# جری سیترون
جری سیترون (انگلیسی: Gerry Citron؛ ۸ آوریل ۱۹۳۵ – ۸ ژوئیهٔ ۲۰۰۵) بازیکن فوتبال بود.